# Gare d'Ōtsuka
La gare d'Ōtsuka (大塚駅, Ōtsuka-eki) est une gare ferroviaire de la ville de Tokyo au Japon. Elle est située dans l'arrondissement de Toshima, dans le quartier d'Ōtsuka. Elle est desservie par la ligne Yamanote de la JR East, ainsi que par le tramway de Tokyo.

## Situation ferroviaire
La gare d'Ōtsuka est située au point kilométrique (PK) 17,2 km de la ligne Yamanote.

## Histoire
La gare a été mise en service le 1er avril 1903.

## Service des voyageurs

### Accueil
La gare dispose d'un bâtiment voyageurs, avec guichet, ouvert tous les jours.

### Desserte
- Ligne Yamanote :
  - voie 1 : direction Ikebukuro, Shinjuku et Shibuya
  - voie 2 : direction Tabata, Ueno et Tokyo

| «         |  | Service        |  | »      |
| --------- |  | -------------- |  | ------ |
| Ikebukuro |  | Ligne Yamanote |  | Sugamo |

### Intermodalité

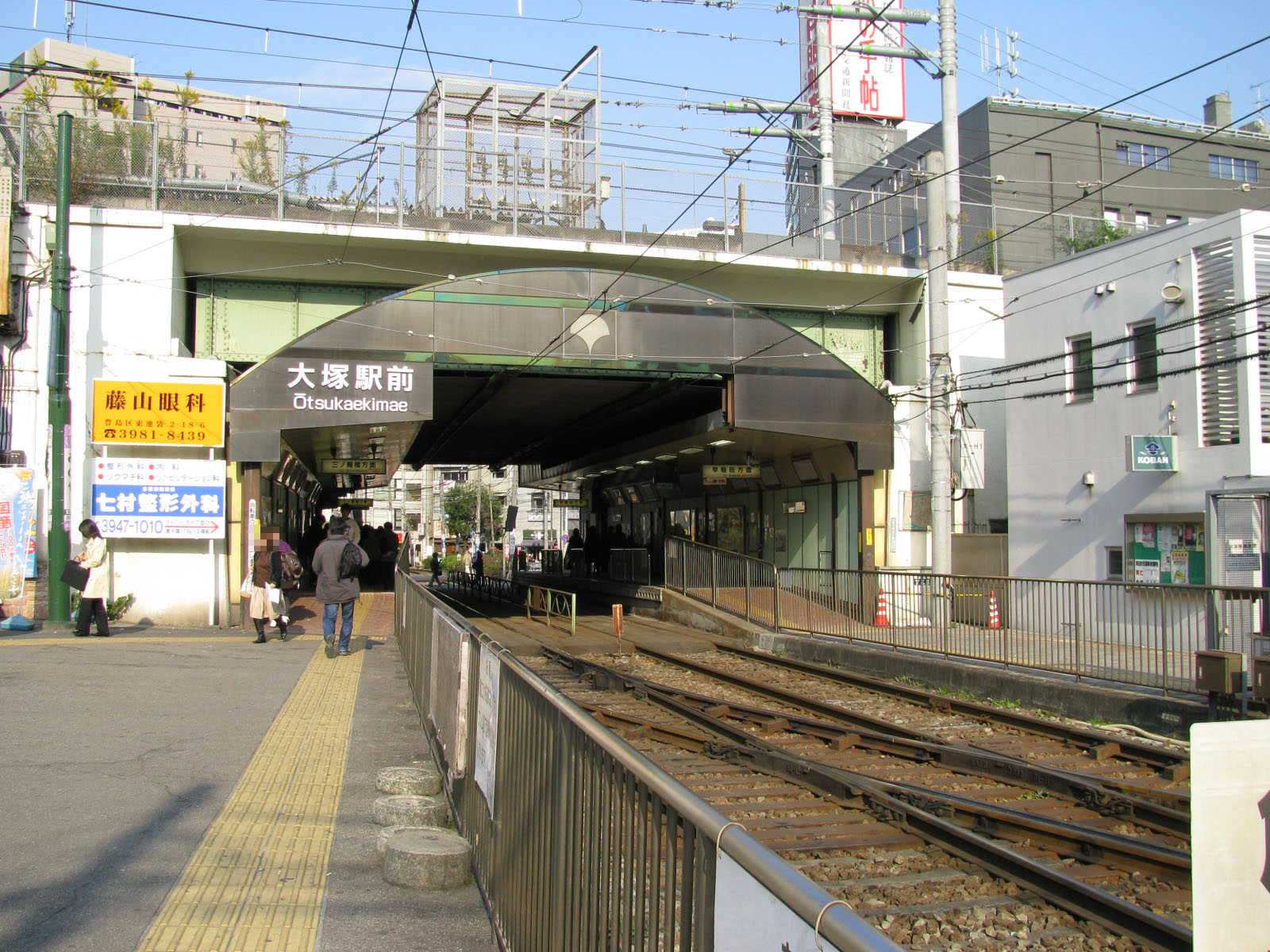
L'arrêt de tramway Ōtsuka-ekimae

L'arrêt de tramway Ōtsuka-ekimae de la ligne Toden Arakawa est situé à proximité immédiate de la gare.